# Dolina Dolnej Tanwi
Dolina Dolnej Tanwi (PLH060097) – projektowany specjalny obszar ochrony siedlisk, aktualnie obszar mający znaczenie dla Wspólnoty, obejmujący dolinę Tanwi od ujścia Wirowej do ujścia do Sanu oraz dolny odcinek Wirowej. Tak ujęty obszar zajmuje powierzchnię 8518,01 ha. Obszar znajduje się na terenie województwa lubelskiego (powiat biłgorajski) i województwa podkarpackiego (powiat niżański).

## Typy siedlisk przyrodniczych
Występuje tu 19 typów siedlisk z załącznika I dyrektywy siedliskowej, wśród których można wymienić następujące:
- wydmy śródlądowe z murawami napiaskowymi
- starorzecza
- suche wrzosowiska
- murawy napiaskowe
- murawy bliźniczkowe
- zmiennowilgotne łąki trzęślicowe
- ziołorośla nadrzeczne
- łąki świeże
- torfowiska wysokie
- torfowiska przejściowe
- bory bagienne
- lasy łęgowe
- wyżynny jodłowy bór mieszany
- śródlądowy bór sosnowy suchy

## Fauna i flora
Występują tu następujące gatunki z załącznika II:
- bóbr Castor fiber
- wydra Lutra lutra
- wilk szary Canis lupus
- ryś Lynx lynx
- traszka grzebieniasta Triturus cristatus
- kumak nizinny Bombina bombina
- żółw błotny Emys orbicularis
- minóg strumieniowy Lampetra planeri
- koza pospolita Cobitis taenia
- głowacz białopłetwy Cottus gobio
- piskorz Misgurnus fossilis
- zalotka większa Leucorrhinia pectoralis
- trzepla zielona Ophiogomphus cecilia
- czerwończyk nieparek Lycaena dispar
- przeplatka aurinia Euphydryas aurinia
- starodub łąkowy Ostericum palustre